# 2005 en philosophie
Chronologie de la philosophie
- 2001
- 2002
- 2003
- 2004
- 2005
- 2006
- 2007
- 2008
- 2009

L’année 2005 a été marquée, en philosophie, par les événements suivants :

## Publications
- Traité d'athéologie : physique de la métaphysique, de Michel Onfray.

### Rééditions et traductions
- Thomas More :  Histoire, Église et Spiritualité. Choix de textes traduits sous l'autorité de Michel Taillé, Bayard, 2005.

## Décès
- 9 avril : Andrea Dworkin, théoricienne américaine du féminisme radical († 26 septembre 1946).